# Matz Sels
Matz Willy Els Sels (sinh ngày 26 tháng 2 năm 1992) là một cầu thủ bóng đá chuyên nghiệp người Bỉ thi đấu ở vị trí thủ môn cho câu lạc bộ Nottingham Forest tại Premier League và đội tuyển quốc gia Bỉ.

## Danh hiệu
Gent
- Belgian Pro League: 2014–15
- Siêu cúp Bỉ: 2015[2]

Newcastle United
- EFL Championship: 2016–17

Anderlecht
- Siêu cúp Bỉ: 2017

Strasbourg
- Coupe de la Ligue: 2018–19[3]

Cá nhân
- Thủ môn Bỉ xuất sắc nhất mùa giải: 2015–16
- Thủ môn xuất sắc nhất mùa giải Ligue 1: 2021-22 [4]